# Renate Klett

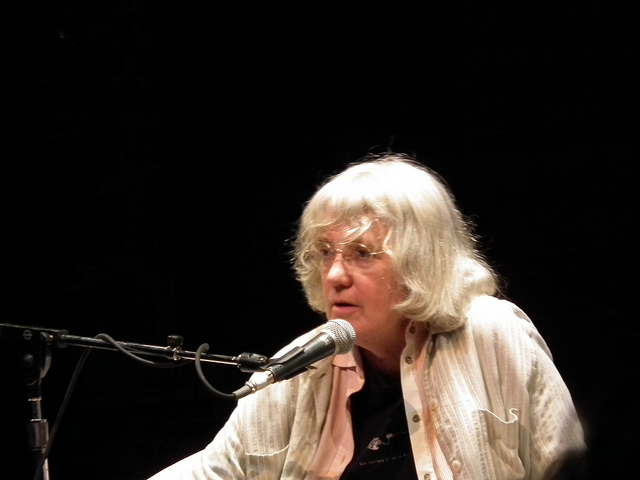
Renate Klett

Renate Klett (geb. 4. Dezember 1946 in Oberstdorf) ist eine in Berlin lebende Autorin und Theater- und Tanzkritikerin.

## Leben
Nach nicht abgeschlossenem Studium der Theaterwissenschaft, Germanistik und Soziologie in München arbeitete Klett als Regieassistentin am Schauspiel Frankfurt am Main, als Dramaturgin am Landestheater Tübingen, am Schauspielhaus Köln, am Staatstheater Stuttgart sowie am Thalia Theater Hamburg. 1980 war sie Initiatorin und Leiterin des 1. Internationalen Frauentheaterfestivals in Köln. Ab 1981 arbeitete sie an der von Ivan Nagel betriebenen Gründung des Festivals Theater der Welt mit. In den folgenden Jahren war sie mehrfach als Programmdirektorin und später künstlerische Leiterin des Festivals tätig: 1981 in Köln, 1987 in Stuttgart, 1989 in Hamburg und 1993 in München.
Außerdem wirkte sie in zahlreichen nationalen und internationalen Theaterjurys mit. Unter anderem beim Theatertreffen Berlin, der Kulturstiftung des Bundes, dem Theaterspektakel Zürich, dem Internationalen Theaterfestival Kontakt in Toruń, Polen, Les Journées théâtrales de Carthage, Tunis, beim Internationalen Festival of experimental Theatre in Kairo, beim Festival Premio Europa per il Teatro, Taormina, beim Nationalen Theaterfestival in Piatra Neam, Rumänien, dem „BITEF-Festival“, Belgrad, dem „MESS-Festival“, Sarajewo und dem „Ludi-Festival“ in Russland.
1996 war Renate Klett Künstlerische Leiterin des Theaterfestivals Welt in Basel. Im Vorfeld der Organisation zum 1999 geplanten internationalen Festival "Aller Welt Theater" in Weimar kam es zu Differenzen, woraufhin Klett gekündigt wurde. Sie hat geklagt und der Prozess wurde zu ihren Gunsten entschieden und sie ausbezahlt. Im Wintersemester 2002/2003 übernahm sie eine Gastprofessur am Institut für Angewandte Theaterwissenschaft an der Universität Gießen.
2003 heiratete sie Ivan Nagel.
Klett arbeitete später als Kulturkorrespondentin für deutsche Zeitungen in Paris, London, Rom, New York und Wien. Außerdem war sie vierzig Jahre lang freiberufliche internationale Theater- und Tanz-Kritikerin: von FAZ bis TAZ, von DIE ZEIT bis Frankfurter Rundschau und Tagesspiegel, von Neue Zürcher Zeitung bis Süddeutsche Zeitung sowie "Theater heute" und schreibt heute vorwiegend für "Theater der Zeit".

## Werke
- Germania d'autunno. Repressione e dissenso nello spettacolo della R.F.T. Hg. von Renate Klett, Ubulibre, Mailand, 1979
- Alain Platel: „Nahaufnahme Alain Platel“. Gespräche mit Renate Klett. Alexander Verlag, Berlin, 2009 ISBN 978-3-89581-175-3
- Robert Lepage: „Nahaufnahme Robert Lepage“. Gespräche mit Renate Klett. Alexander Verlag, Berlin, 2009 ISBN 978-3-89581-212-5
  - Übersetzung ins Chinesische, BeePub Peking, 2013[9]
  - Übersetzung ins Brasilianische Portugiesisch unter dem Titel: „Robert Lepage. Conversas Sobre arte e método“, Edicoes Sesc, Sao Paolo, 2016 ISBN 978-85-692989-8-4